# Линдай, Маркус
Маркус Линдай (швед. Marcus Linday; род. 2 июня 2003, Сёдертелье, Стокгольм) — шведский футболист, полузащитник нидерландского клуба «Херенвен».

## Клубная карьера
На юношеском уровне выступал за «Ассириска Фёренинген». В 2021 году выступал вместе с клубов в первом дивизионе. В общей сложности за четыре сезона в клубе принял участие в 71 матче и забил шесть мячей. В 2023 году клуб в очередной раз выиграл соревнование во втором дивизионе и вернулся в первый, но Линдай принял решение покинуть команду. 2 ноября 2023 года перешёл в «Вестерос», по итогам сезона вышедший в Алльсвенскан. С клубом было подписано соглашение, рассчитанное на два года. Первую игру за новую команду провёл 17 февраля 2024 года на групповом этапе кубка страны с «Хаммарбю». 1 апреля во встрече первого тура с АИК Линдай дебютировал в чемпионате Швеции, появившись на поле в стартовом составе.
24 сентября 2024 года подписал четырёхлетний контракт с нидерландским «Херенвеном», который начинал действовать с января 2025 года. 12 января 2025 года дебютировал за клуб в гостевом матче Эредивизи против НАК Бреда.

## Клубная статистика
| Выступление          | Выступление      | Выступление      | Лига | Лига | Кубки | Кубки | Прочие | Прочие | Итого | Итого |
| Клуб                 | Лига             | Сезон            | Игры | Голы | Игры  | Голы  | Игры   | Голы   | Игры  | Голы  |
| -------------------- | ---------------- | ---------------- | ---- | ---- | ----- | ----- | ------ | ------ | ----- | ----- |
| Ассириска Фёренинген | Дивизион 2       | 2020             | 3    | 0    | 0     | 0     | —      | —      | 3     | 0     |
| Ассириска Фёренинген | Дивизион 1       | 2021             | 21   | 2    | 0     | 0     | —      | —      | 21    | 2     |
| Ассириска Фёренинген | Дивизион 2       | 2022             | 22   | 2    | 0     | 0     | —      | —      | 22    | 2     |
| Ассириска Фёренинген | Дивизион 2       | 2023             | 25   | 2    | 0     | 0     | —      | —      | 25    | 2     |
| Ассириска Фёренинген | Итого            | Итого            | 71   | 6    | 0     | 0     | —      | —      | 71    | 6     |
| Вестерос             | Алльсвенскан     | 2024             | 28   | 0    | 3     | 0     | —      | —      | 31    | 0     |
| Вестерос             | Итого            | Итого            | 28   | 0    | 3     | 0     | —      | —      | 31    | 0     |
| Херенвен             | Эредивизи        | 2024/25          | 15   | 2    | 1     | 0     | 1      | 0      | 17    | 2     |
| Херенвен             | Итого            | Итого            | 15   | 2    | 1     | 0     | 1      | 0      | 17    | 2     |
| Всего за карьеру     | Всего за карьеру | Всего за карьеру | 114  | 8    | 4     | 0     | 1      | 0      | 119   | 8     |